# 天涯海角 (馬)
天涯海角，是日本純種競賽馬匹。生涯活躍於短途賽事，曾在2009年勝出人馬錦標及在2010年勝出絲路錦標。

## 出賽前
2004年4月14日出生於北海道千歲市社台牧場，成長途中於Shadai Race Horse Co. Ltd.進行馬主募集。
其後交由栗東訓練中心練馬師森秀行訓練。

## 競賽生涯

### 2歲
2006年12月16日出戰阪神競馬場2歲新馬戰，一直保持在領放馬Right Glory後方下在彎道位置開始發力，直路瞬間透出下維持走勢阻止Cresco World的進擊，最終戰勝對手取得首勝。

### 3歲
2007年3月出戰早蕨賞，但在直路未能維持速度，不斷後退之下以第七落敗。
其後以大丁草賞作為目標，比賽初段維持在先頭第三的位置，直至第四彎道時開始進發取位望空。進入直路後，其繼續加速維持剛才的走勢，最終力壓Medaillon及Karenna Sakura取得勝利。
賽後，鑑於其體質偏弱的特點，陣營決定安排其進入長期休養。

### 4歲
於長期休養途中，其被轉往美浦訓練中心練馬師奧平雅士的馬房，同時在休養1年5個月後在10月復出出戰3歲以上500萬獎金以下條件戰。比賽開始後，其選擇以先行的姿態展開賽事，在直路逐步加速下迫近前方賽駒，但最終仍然未能超越領放馬以第二落敗。

### 5歲
2009年年初出戰豐橋特別，出閘順利下進佔領放位置，於比賽途中維持較為穩定的走勢。進入直路後，其繼續貼欄加速保持優勢，最終迅速帶離後方對手下拉開5馬位取勝。
其後出戰鈴鹿特別，本次比賽再度使用領放戰術，於途中一直維持領先下在直路仍然可以保持走勢，最終再次一放到底下以3馬位優勢達成連勝。
4月受到挑戰分級賽阪神牝馬錦標，雖然賽前取得第二人氣，然而於比賽途中受到步速的影響未能在直路維持速度，最終失速下以第十慘敗。
6月17日返回條件戰TVU福島賞，本次比賽於步速合適下順利帶領馬群進入直路，同時其亦能維持體力未有失速，最終稍微發力下邊以2 1/2馬位優勢輕鬆戰勝對手取得冠軍。
1個月後選擇出戰夏季短途錦標，本次比賽於出閘後隨即在中外檔位置展開推進，雖然在比賽途中一直在前段位置，但於後段未能保持優勢下被櫻花盛開壓制及Apollo Dolce超越，以第三的戰績完賽。
秋季以人馬錦標作為起動戰，本次比賽其仍然選擇前置，維持於約莫第三的有利位置逐步推進。進入直路後，其在中內欄位置逐步透出並成功突圍，後續繼續加速下成功堅守優勢取得首個分級賽冠軍，同時亦和昨日勝出朝日挑戰盃的北國隊長達成同星期姐弟分級賽制霸。
9月下旬按照計劃出戰一級賽短途馬錦標，比賽初段保持在桂冠戰士及都市魅力後方的位置，但在直路未能進一步發力加速下僅跑獲第五。
11月以京阪盃作為年度最後一戰，然而選擇前置戰術下在直路未能維持速度，最終逐步墮後下以第八落敗。

### 6歲
2010年首戰為2月的絲路錦標，賽前取得第三人氣。比賽開始後，其迅速搶佔位置並欄推進，維持於第二的先頭位置穩步追走。進入直路後，其以不俗的反應嚮應騎師橫山典弘的指揮，逐步抽出下在中段超越領放的湘南火山，最終以1 3/4馬位擊敗對手取得第二個分級賽冠軍。

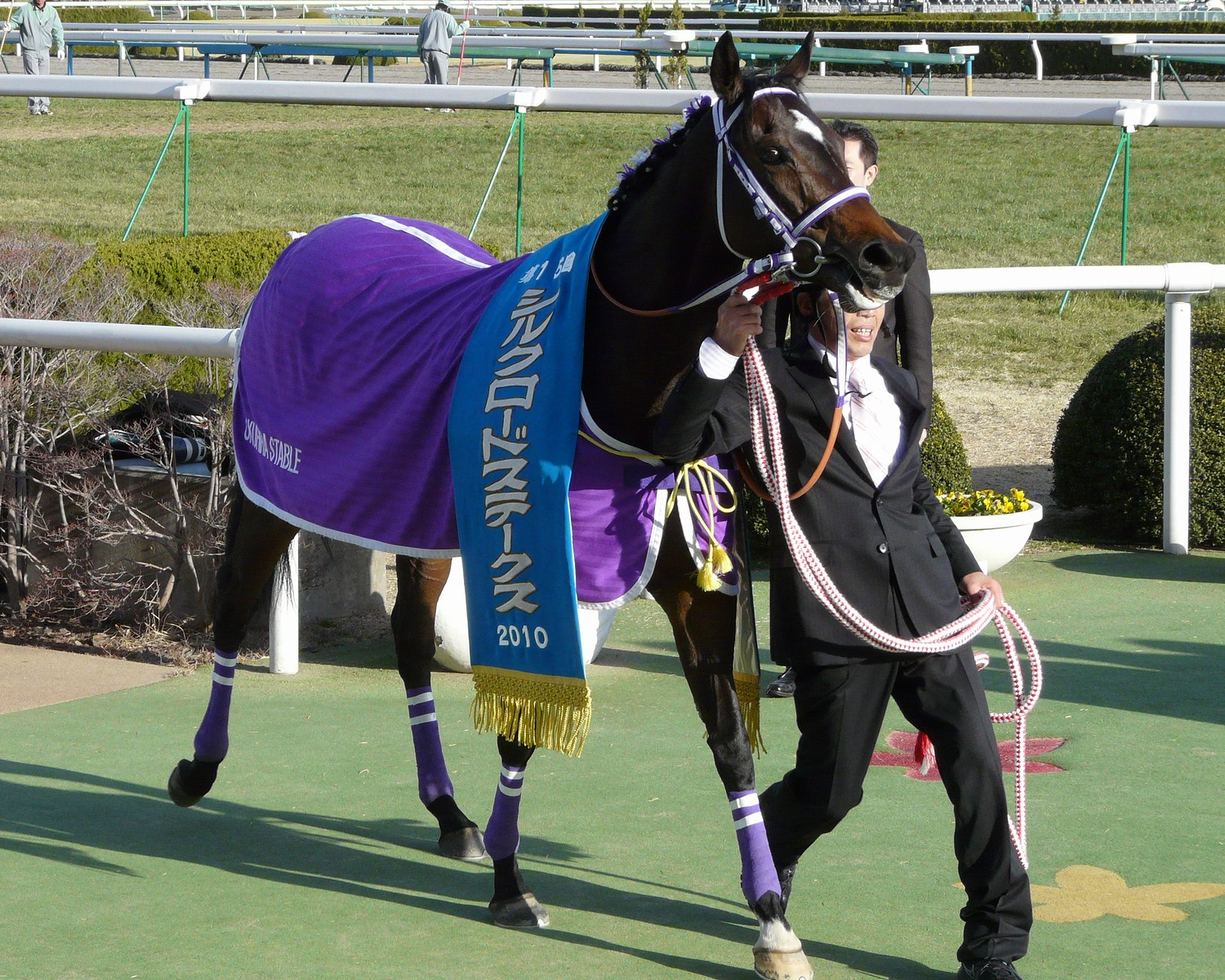
絲路錦標頒獎典禮

其後陣營安排其角逐高松宮紀念，並以此作為退役戰。比賽開始後，其因慢閘而未能保持在先團位置，因而選擇在中團左右的位置推進，並在彎道末段開始發力。進入直路後，其嘗試在外檔位置展開衝刺迫近前方，但最終仍然敗於拳壇奇蹟、加登快駒、榮進快蹄及聖卡羅取得第五。
賽後，陣營按照原定計劃安排其退役，並於4月2日取消日本中央競馬會的賽駒註冊。

### 詳細賽績
| 日期       | 舉辦國家 | 馬場 | 距離   | 級別 | 賽事名稱             | 負重 | 騎師     | 馬號 | 出馬 | 名次 | 時間   | 頭馬（二馬）       |
| ---------- | -------- | ---- | ------ | ---- | -------------------- | ---- | -------- | ---- | ---- | ---- | ------ | ------------------ |
| 16/12/2006 | 日本     | 阪神 | 草1400 |      | 2歲新馬              | 54   | 四位洋文 | 8    | 14   | 1    | 1:23.6 | （Cresco World）   |
| 18/3/2007  | 日本     | 阪神 | 草1600 |      | 早蕨賞               | 54   | 安藤勝己 | 8    | 12   | 7    | 1:35.7 | 鈴鹿長堤           |
| 19/5/2007  | 日本     | 東京 | 草1400 |      | 大丁草賞             | 54   | 柴田善臣 | 4    | 15   | 1    | 1:21.6 | （Medaillon）      |
| 26/10/2008 | 日本     | 福島 | 草1200 |      | 3歲以上500萬獎金以下 | 54   | 三浦皇成 | 1    | 16   | 2    | 1:08.4 | Kashino Ribbon     |
| 18/1/2009  | 日本     | 中京 | 草1200 |      | 豐橋特別             | 55   | 上村洋行 | 3    | 16   | 1    | 1:08.4 | （Blue Danehill）  |
| 31/3/2009  | 日本     | 中京 | 草1200 |      | 鈴鹿特別             | 55   | 橫山典弘 | 8    | 18   | 1    | 1:09.0 | （Special Pocket） |
| 11/4/2009  | 日本     | 阪神 | 草1400 | GII  | 阪神牝馬錦標         | 55   | 横山典弘 | 10   | 18   | 10   | 1:22.4 | 歡欣起舞           |
| 27/6/2009  | 日本     | 福島 | 草1200 |      | TVU福島賞            | 55   | 松岡正海 | 14   | 16   | 1    | 1:08.2 | （Taisei Honey）   |
| 19/7/2009  | 日本     | 新潟 | 草1000 | GIII | 夏季短途錦標         | 54   | 松岡正海 | 12   | 18   | 3    | 0:56.5 | 櫻花盛開           |
| 13/9/2009  | 日本     | 阪神 | 草1200 | GII  | 人馬錦標             | 55   | 松岡正海 | 16   | 15   | 1    | 1:07.8 | （不眠之夜）       |
| 4/10/2009  | 日本     | 中山 | 草1200 | GI   | 春季錦標             | 55   | 松岡正海 | 2    | 16   | 5    | 1:07.8 | 桂冠戰士           |
| 28/11/2009 | 日本     | 京都 | 草1200 | GIII | 京阪盃               | 55   | 松岡正海 | 3    | 18   | 8    | 1:08.1 | Premium Box        |
| 7/2/2010   | 日本     | 京都 | 草1200 | GIII | 絲路錦標             | 55.5 | 横山典弘 | 12   | 16   | 1    | 1:08.1 | （湘南火山）       |
| 28/3/2010  | 日本     | 中京 | 草1200 | GI   | 高松宮紀念           | 55   | 横山典弘 | 3    | 18   | 5    | 1:08.7 | 拳壇奇蹟           |

## 退役後
退役後，天涯海角成為了繁殖雌馬，於北海道千歲市社台牧場休養，在2010年進行配種。首匹子嗣Ultima Prince於2011年出生，可於2013年出賽。
2016年2月15日，即產出第五匹子嗣Ultima Ligare的翌日，其因併發症死亡，享年12歲。

### 詳細繁殖資料
| 數目   | 馬名          | 出生年 | 性別 | 父系     | 練馬師           | 馬主                     | 戰績                        |
| ------ | ------------- | ------ | ---- | -------- | ---------------- | ------------------------ | --------------------------- |
| 第首匹 | Ultima Prince | 2011   | 雄   | 夏威夷王 | 栗東・安田隆行   | Shadai Race Horse Co Ltd | 5戰2勝1亞1季（退役）        |
| 第二匹 | 極致寶血      | 2012   | 雌   | 吉兆     | 栗東・音無秀孝   | Shadai Race Horse Co Ltd | 29戰6冠5亞1季（退役・繁殖） |
| 第三匹 | Ultima Charm  | 2013   | 雌   | 夏威夷王 | 美浦・奧平雅士   | Shadai Race Horse Co Ltd | 3戰0冠0亞0季（退役・繁殖）  |
| 第四匹 | Delices Moi   | 2014   | 雌   | 勞動力   | 栗東・大久保龍次 | Shadai Race Horse Co Ltd | 11戰2冠2亞3季（退役・繁殖） |
|        | （受胎失敗）  |        |      | 小說名家 |                  |                          |                             |
| 第五匹 | Ultima Ligare | 2016   | 雌   | 無敵先鋒 | 栗東・佐佐木晶三 | Shadai Race Horse Co Ltd | 12戰3冠2亞2季（退役・繁殖） |

## 血統簡介
父系富士奇蹟爲日本賽駒，生涯出戰四場賽事全勝，包含一級賽朝日盃三歲錦標，曾被看好可以達成無敗三冠的偉業，但於彌生賞後因傷退役，因而被稱爲「幻之三冠馬」。祖父週日寧靜爲美國三冠賽雙冠馬，退役後在日本配種，其子嗣贏得巨額獎金，連續12年成為日本冠軍種馬。
母系空中北國爲日本賽駒，生涯戰績不俗，曾勝出二級賽阪神牝馬錦標及於法國一級賽紀爾斯大賽獲得亞軍。外祖父爲愛爾蘭生產的意大利賽駒東來兵，曾勝出凱旋門大賽，退役後於日本配種，和週日寧靜及百仁時間被一同稱爲改變日本賽馬的三匹種馬。

### 血統表
| 父線：週日寧靜系（Halo系）       |                          |                |                   |
| 種馬 富士奇蹟 1992年（棕色）     | 週日寧靜 1996年（棕色）  | Halo           | Hail to Reason    |
| 種馬 富士奇蹟 1992年（棕色）     | 週日寧靜 1996年（棕色）  | Halo           | Cosmah            |
| 種馬 富士奇蹟 1992年（棕色）     | 週日寧靜 1996年（棕色）  | Wishing Well   | Understanding     |
| 種馬 富士奇蹟 1992年（棕色）     | 週日寧靜 1996年（棕色）  | Wishing Well   | Mountain Flower   |
| 種馬 富士奇蹟 1992年（棕色）     | Millracer 1983年（棗色） | Le Fabuleux    | Wild Risk         |
| 種馬 富士奇蹟 1992年（棕色）     | Millracer 1983年（棗色） | Le Fabuleux    | Anguar            |
| 種馬 富士奇蹟 1992年（棕色）     | Millracer 1983年（棗色） | Marston's Mill | In Reality        |
| 種馬 富士奇蹟 1992年（棕色）     | Millracer 1983年（棗色） | Marston's Mill | Millicent         |
| 繁殖雌馬 空中北國 1997年（灰色） | 東來兵 1983年（棗色）    | Kampala        | Kalamoun          |
| 繁殖雌馬 空中北國 1997年（灰色） | 東來兵 1983年（棗色）    | Kampala        | State Pension     |
| 繁殖雌馬 空中北國 1997年（灰色） | 東來兵 1983年（棗色）    | Severn Bridge  | Hornbeam          |
| 繁殖雌馬 空中北國 1997年（灰色） | 東來兵 1983年（棗色）    | Severn Bridge  | Priddy Fair       |
| 繁殖雌馬 空中北國 1997年（灰色） | 滑雪天堂 1990年（灰色）  | 利法爾         | 北地舞人          |
| 繁殖雌馬 空中北國 1997年（灰色） | 滑雪天堂 1990年（灰色）  | 利法爾         | Gooded            |
| 繁殖雌馬 空中北國 1997年（灰色） | 滑雪天堂 1990年（灰色）  | Ski Goggle     | Royal Ski         |
| 繁殖雌馬 空中北國 1997年（灰色） | 滑雪天堂 1990年（灰色）  | Ski Goggle     | Mississippi Siren |
| 雌系：號族：3-l                  |                          |                |                   |
| 五代內近親交配：無               |                          |                |                   |

## 命名由來
名字Ultima Thule（アルティマトゥーレ）帶有「世界的盡頭」的意思，繼承自母系空中北國的名字，香港則翻譯為「天涯海角」。

## 外部連結
- 天涯海角 netkeiba.com （页面存档备份，存于）
- 血統表